# Gregopimpla kuwanae
Gregopimpla kuwanae là một loài tò vò trong họ Ichneumonidae.